# 李麗珊

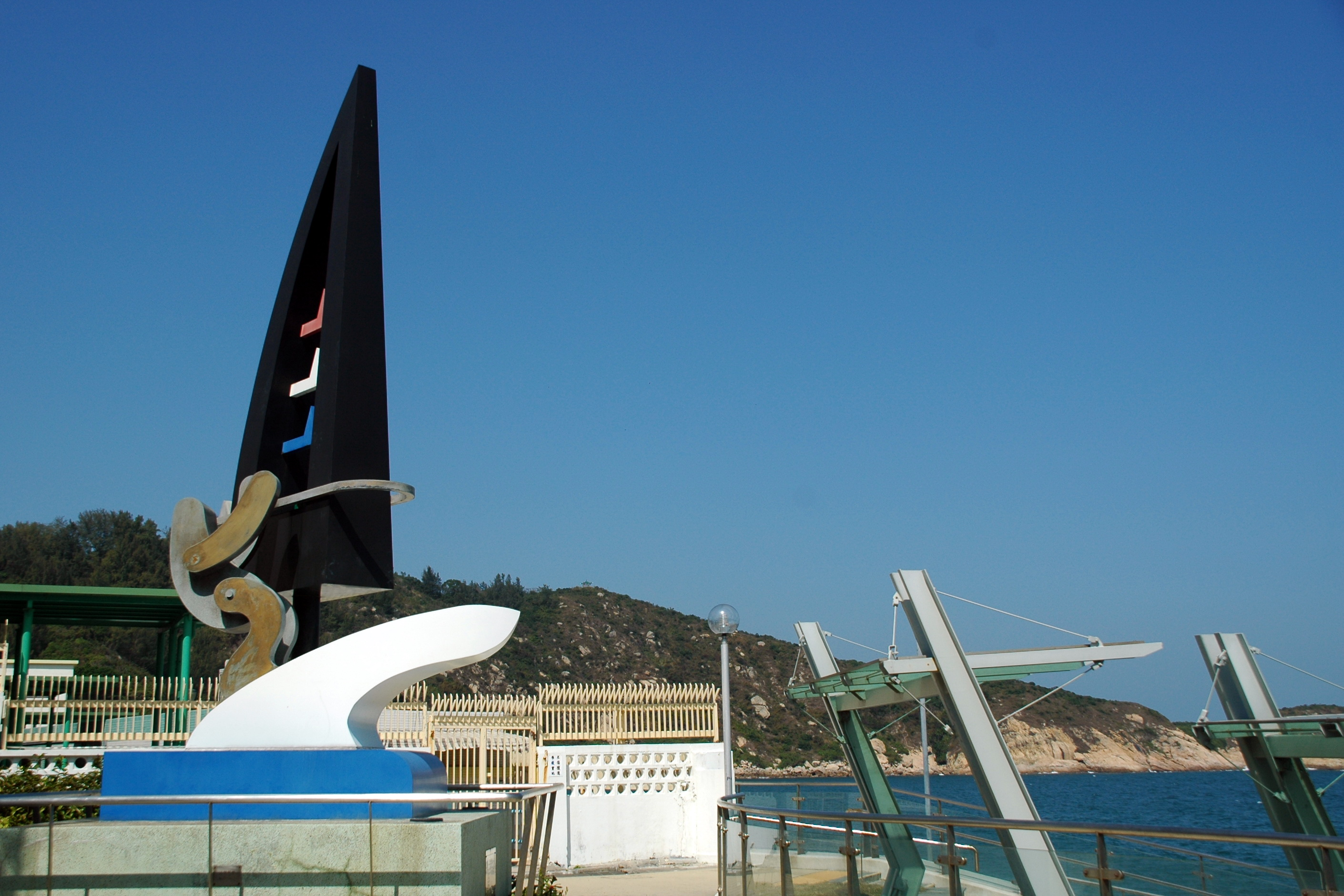
為推廣滑浪風帆運動而設於長洲東灣的一座風帆雕塑。1996年9月7日揭幕，李麗珊為主持揭幕嘉賓之一。（雕塑為1986年香港十大傑出青年蔡啟仁的作品）

李麗珊，BBS，MBE（1970年9月5日—），暱稱珊珊，香港滑浪風帆退役運動員。她多年來獲得數個國際比賽獎項，在1996年阿特蘭大奧運會滑浪風帆項目奪得香港隊歷史上首面奧運會獎牌（以及第一面金牌），消息轟動香港，因而被香港傳媒冠以「風之后」及「香港第一金」的美譽。
根據前任香港天文台台長岑智明所說，香港提供的太平洋熱帶氣旋名称“珊珊”乃用以紀念李麗珊的成就。

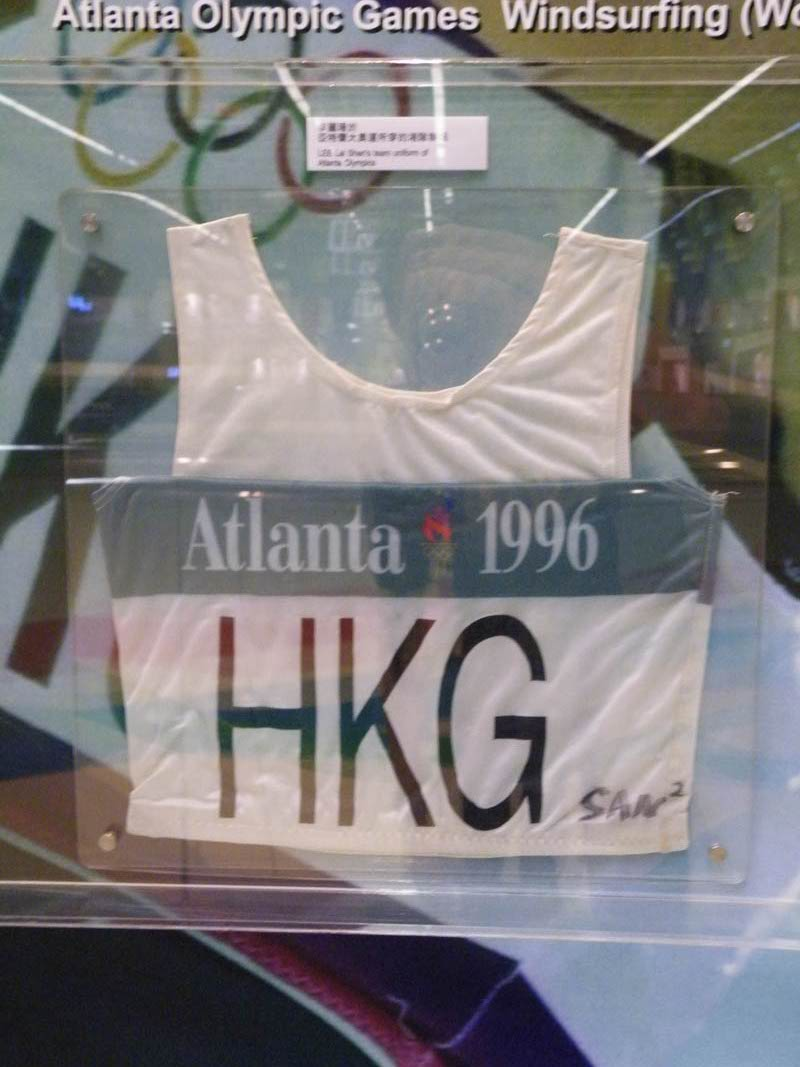
李麗珊在1996年阿特蘭大奧運會穿著的背心

## 經歷
李麗珊生於香港，為長洲原居民，早年就讀國民學校，後升讀長洲官立中學。自幼在舅父黎根的指導下練習滑浪風帆，17歲開始參加比賽，19歲（1989年）成為香港代表隊成員。
1992年夏季奧林匹克運動會女子滑浪風帆比賽，李麗珊首次出戰，因缺乏經驗及狀態不穩，最終僅以第11名完成賽事。
1996年夏季奧林匹克運動會女子滑浪風帆比賽，李麗珊作為香港代表，在前六輪比賽中未曾跌出前四名，在第七輪取得的第七名後，在尾二的第八輪成功拿下第一名，已經鎖定金牌，因此缺席最後一輪賽事。
1998年曼谷亞運會，李麗珊輕鬆贏得金牌，再度為港增光。
1999年，李麗珊於澳洲坎培拉大學畢業，取得運動管理應用科學學士學位。
2000年悉尼奧運會，李麗珊再度代表香港參賽，但只取得第七名，無緣獎牌。
2002年，李麗珊再次代表香港參加亞運會，並成功衛冕金牌。
2004年雅典奧運會，是李麗珊的最後一次奧運會，在這次比賽，她開始時搶佔前列，但到了第五場賽事，被大會裁定偷步，最後只能屈居第四名，錯失再度為港贏得獎牌的機會。
2007年11月16日，亞洲電視公布，李麗珊將於2008年北京奧運期間擔任亞視奧運大使，負責報道開幕及閉幕儀式，及駐青島報道風帆賽事。
2008年5月2日，李麗珊於2008年奧運會香港區火炬接力中擔任第一棒火炬手，從特區行政長官曾蔭權手中接過奧運聖火。李麗珊亦於2008年8月9日作為奧帆賽火炬最後一棒的火炬手，當中更手持火炬駕馭風帆飛翔。
2008年7月，李麗珊著作《逆風而上 — 李麗珊》推出。

## 家庭
1999年1月26日，她與同為香港著名風帆運動員的黃德森結婚，被視為模範夫婦；在2004年雅典奧運後正式退出運動員生涯，2005年8月28日誕下女兒黃希皚，並於2007年8月12日誕下次女黃嘉怡，所以未能參加2008年的北京奧運會。現為全職家庭主婦及母親。

## 傳媒報導
1996年奧運會後，她居住的島嶼長洲舉行萬人祝捷會，全港所有電視台從她落機抵港一直全程直播，這面金牌曾一度在香港牽起學習滑浪風帆熱潮，她奪獎後激動地向記者說：「香港運動員唔係垃圾」（香港運動員不是垃圾），成為傳頌一時的名句。事緣李麗珊在1990年代一次代表香港參加歐洲滑浪風帆錦標賽時，本來大會想讓出多一點非歐洲人士席位予不同人士參加，但後來報到者超過限額60人；引來一些歐洲參賽者對一眾香港代表的微言，直指香港運動員是垃圾，為何還要搶奪參賽資格，直至此次奪獎才一吐烏氣。

## 賽事摘要
- 1990年 北京亞運會 - 銀牌
- 1992年 巴塞隆納奧運會 - 第11名
- 1993年 世界錦標賽 - 冠軍
- 1994年 廣島亞運會 - 銀牌
- 1995年 世界錦標賽 - 季軍
- 1996年 世界錦標賽 - 亞軍
- 1996年 亞特蘭大奧運會 - 金牌
- 1997年 世界錦標賽 - 冠軍
- 1998年 曼谷亞運會 - 金牌
- 2000年 悉尼奧運會 - 第6名
- 2001年 世界錦標賽 - 冠軍
- 2001年 中華人民共和國第九屆全國運動會 - 銀牌
- 2002年 釜山亞運會 - 金牌
- 2004年 雅典奧運會 - 第4名

## 榮譽
李麗珊在體育事業的傑出成就，使她獲得不少榮譽，包括於1997年獲伊利沙伯二世女王頒授員佐勳章、2003年獲香港行政長官董建華頒發銅紫荊星章，並多次獲選為香港傑出運動員。因應李麗珊為香港取得史上首面奧運金牌的突破性成就，而隨後舉行的殘奧亦有兩名運動員為香港取得金牌，香港地鐵遂與港協暨奧委會達成協議，於1996年12月16日將原稱「大角咀站」的站點命名為「奧運站」，以表揚香港運動員的輝煌成就。
2002年，香港中文大學授予李麗珊榮譽社會科學博士學位，成為首位獲得這項榮譽的香港運動員。
2017年，李麗珊在受訪時，被問及當年曾有贊助商聲稱在其奪金後「買米唔使錢」及「一世免費坐地鐵」。她表示：「假嘅，都無咁嘅事」。
- 大英帝國勳章

員佐勳章（MBE）（1996年）
- 香港特區政府嘉獎

銅紫荊星章（BBS）（2003年）

## 流行文化
李麗珊獲得奧運金牌以後，成為香港大眾的偶像。例如香港本地動畫《麥兜故事》，更將李麗珊與黎根作為當中角色，讓觀眾學習其發奮向上的精神。

## 外部連結
- 李麗珊 備戰財務試學理財 （页面存档备份，存于）
- 勝在有你 李麗珊
- 李麗珊一舉成名天下知